# Búbos seregély
A búbos seregély (Fregilupus varius)  a madarak osztályának verébalakúak (Passeriformes) rendjébe és a seregélyfélék (Sturnidae) családjába tartozó Fregilupus nem egyetlen faja.
Különös megjelenése dacára a seregélyfélék (Sturnidae) családjába tartozik. Kipusztulásáig, 1870-ig Réunion (korábban Bourbon) szigetén élt. (Az utolsó ismert fogságban tartott példányokat 1835 májusában fogták be, de néhány hónappal később megszöktek.)

## Előfordulása
Réunion szigetén élt.
A madár a sziget belsejének nedves erdeiben, illetve a parti hegyvidéki erdőkben élt. A telepesek puskával és bottal irtották, mivel kárt tett a kávéültetvényekben. Húsa ínyencfalatnak számított.

## Megjelenése
A hím madár akkorára nőtt, mind egy galamb, teljes hossza 30 centiméter volt. 
Fején előrefelé irányuló bóbitát viselt. Négy centiméter hosszú, élénk színű csőre kissé lefelé hajlott. Feje, nyaka és hasoldala fehér színű volt, szárnya és háta pedig szürkésbarna. Hosszú volt a csüdje, és hosszú ujjai horgas karomban végződtek. 
A hím és a tojó között jelentős ivari két alakúságot lehetett megfigyelni. A valamivel kisebb tojó tollazata a híméhez hasonlított, de a csőre rövidebb és egyenes volt. Kevésbé sűrű bóbitája hátrafelé irányult.
A fajt sokáig a búbos banka (Upupa epops) rokonának gondolták, és a bankafélék családjába (Upupidae) sorolták.
Csak kihalása után, 1874-ben vizsgálták meg alaposabban a faj kitömött egyedeit és akkor jöttek rá, hogy a seregélyfélék közé tartozik.

## Életmódja
Az biztos, hogy magvakkal, gyümölcsökkel és rovarokkal táplálkozott, de szaporodásáról semmit sem tudunk.

## Kipusztulása
A búbos seregély állományának hanyatlása 1830-ban kezdődött, amikor a mezőgazdasági tevékenység fokozódni kezdett, és ezzel párhuzamosan kezdtek eltűnni az erdők. Az ember is szerepet játszott a madár visszaszorulásában, de a végzetes csapást azt jelentette, hogy a hajókról kiszöktek, majd a szigeten elszaporodtak a patkányok, illetve hogy a sáskák gyérítése céljából betelepítették a pásztormejnó (Acridotheres tristis) nevű madarat. A szigetek különösen érzékenyek az ilyen ballépésekkel szemben.
Az utolsó szabadon élő madarak 1837-ben látták.
1848-ra az élőhelyeit jelentő erdők legtöbbjét kivágták, hogy azok helyén mezőgazdaságilag művelhető területeket nyerjenek.
Feltehetően valamikor 1870 körül halhatott ki a faj végleg. 
Múzeumokban nagyjából 20 példányát őrzik.